# Gonomyia necopina
Gonomyia necopina là một loài ruồi trong họ Limoniidae. Chúng phân bố ở miền Cổ bắc.